# سی اینستالر

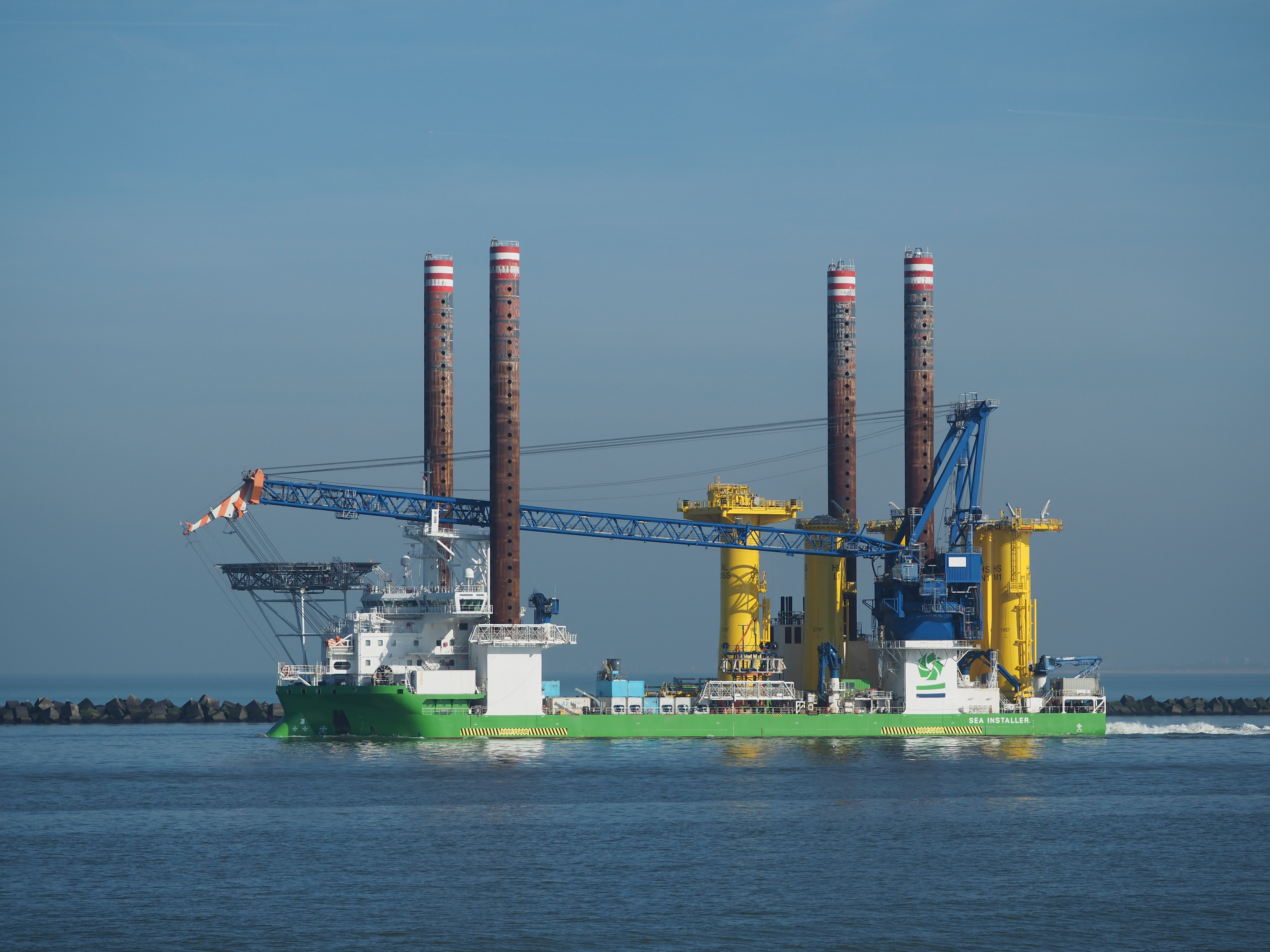
نمایی از کشتی سی اینستالر - ۲۰۱۹

سی اینستالر (به انگلیسی: Sea Installer) یک کشتی است که طول آن ۱۳۲ متر (۴۳۳ فوت) می‌باشد.